# Elżbieta Kużelewska
Elżbieta Kużelewska – polska politolog i prawniczka, doktor habilitowana nauk społecznych w dyscyplinie nauki o polityce, profesor Uniwersytetu w Białymstoku. Od 1 października 2019 r. Prodziekan ds. Nauki Wydziału Prawa UwB.

## Życiorys
23 listopada 2005 na Uniwersytecie Warszawskim obroniła pracę doktorską Referendum w procesie integracji europejskiej, 9 marca 2015 habilitowała się na Uniwersytecie im. A. Mickiewicza w Poznaniu na podstawie pracy zatytułowanej Partycypacja społeczna w procesie integracji europejskiej. Jej zainteresowania naukowe koncentrują się wokół zagadnień demokracji bezpośredniej, integracji europejskiej i współczesnych systemów politycznych. 
Jest profesorem uczelnianym w Katedrze Prawa Konstytucyjnego na Wydziale Prawa Uniwersytetu w Białymstoku. W latach 2019–2022 pełniła funkcję kierownika Pracowni Systemów Politycznych. Od 2022 r. jest kierownikiem Zakładu Prawa Konstytucyjnego Porównawczego. Jest też przewodniczącą Centre for Democracy Studies oraz prezesem zarządu Stowarzyszenia WINGS. Pełni funkcję redaktor naczelnej czasopisma „Białostockie Studia Prawnicze”. Jest również redaktorką serii wydawniczej Current Debates in European Integration wydawanej przez brytyjskie wydawnictwo Routledge oraz European Integration and Democracy Series wydawanej przez belgijsko-francuskie wydawnictwo  Larcier-Intersentia 

## Wybrane publikacje[4]
- Elżbieta Kużelewska, Agnieszka Kasińska-Metryka, Karolina Pałka-Suchojad, Agnieszka Piekutowska (eds.), Geopolitical and humanitarian aspects of the Belarus-EU border conflict, London: Routledge 2024.
- Anna Jach, Elżbieta Kużelewska, Agnieszka Legucka, „Russia : Military Aspects of the Functioning of a Superpower”. In. The Russia-Ukraine War of 2022: Faces of Modern Conflict, ed. by Agnieszka Kasińska-Metryka, Karolina Pałka-Suchojad, London: Routledge 2023.
- Georgios Terzis, Dariusz Kloza, Elżbieta Kużelewska, Daniel Trottier (eds.), Disformation and digital media as a challenge for democracy, Cambridge: Intersentia 2020.
- Elżbieta Kużelewska, Amy Weatherburn, Dariusz Kloza (eds.), Irregular migration as a challenge for democracy, Cambridge: Intersentia 2018.
- Elżbieta Kużelewska, Dariusz Kloza, Izabela Kraśnicka, Franciszek Strzyczkowski (eds.), European judicial systems as a challenge for democracy, Cambridge: Intersentia 2015.